# Мурзук
Мурзук (понякога срещан и като Марзук; на арабски: مرزق) е град в едноименен оазис в пустинята Сахара в Югозападна Либия, Главен град е на община Мурзук.

## География
Разположен е в северните краища на Мурзукската пустиня, състояща се от ергове (огромни пясъчни дюни). Градът се е развил покрай оазиса като средищно място на търговски път, пресичащ Сахара от север на юг (от Сахел към Триполи) и от изток на запад (от Джанет в Алжир към Куфра в Киренайка).

## История
През 1310 г. е издигнато укрепление, покрай което градът просперира близо 6 века. Започва да запада с настъпването на по-модерните транспортни връзки. През 1960 г. населението му наброява едва 7000 души.
Превзет е от османците през 1578 година и става главен град на провинция Фезан. Въпреки че в оазиса е разположен османски гарнизон, според сведенията на Фридрих Хорнеман от 1798 година, Мурзук се управлява практически от султана на Фезан. Според Хорнеман по това време властта на султана на Фезан е неограничена, макар че последният плаща данък на бея в Триполи.
В края на 18 началото на 19 век Мурзук е изходна точка за множество европейски, предимно британски, експедиции за намиране на езерото Чад и легендарното Тимбукту. В средата на 19 век е открито британско вицеконсулство в Мурзук. С края на търговията с роби през 19 век се свърза упадъкът на града.
До 19 век Мурзук е бил наричан и „Париж на Сахара“. Противопложна е оценката на македонския българин Иван Битраков, заточен в града, който през 1907 година пише:
| „ | Градецът, наричаний Морзук, е обиколен със стени. Носи името градец, обаче е също село... Къщите са на един етаж и са направени от пясък, размесен със сол. Тук дъжд не вали никогаж. Ако само един път завали, рискуват да бъдат съборени всичките къщи... Вън от градските стени нищо човек не може да види освен пясък и фурмени дървета...Климатът е много горещ. От болестите треската периодически върлува. Беднотията ужасна е тук. Работниците работят по 20 парѝ на ден и хранят се само с фурми и треви. Хляб ядат веднъж в седмицата. | “ |

Османската империя отстъпва от Фезан с попадането на Либия под контрола на Италия през 1912 г., но Мурзук не е окупиран чак до 1914 г. По време на италианското управление Мурзук отстъпва лидерството си като център на Фезан на Сабха.
След 50-те години на 20 век в района на Мурзук е открито значително количество подземни води.

## Починали в Мурзук
- Милан Арсов (1884–1908) – български революционер, един от солунските атентатори
- Марко Бошнаков (1878–1908) – български революционер, един от солунските атентатори